# 다운시프트족
다운시프트족은 경쟁과 속도에서 벗어나 여유있는 자기만족적 삶을 추구하고 있는 사람들을 말한다. 다운시프트(downshift)란 자동차를 저속기어로 변환한다는 뜻으로 다운시프트족은 고속으로 주행하던 자동차를 저속기어로 바꾸듯이 생활의 패턴을 여유롭게 바꾸어 여가를 즐기고 삶의 질을 향상시켜 만족을 추구하자는 일종의 ‘느림보족’을 뜻한다.
유럽에서 활발하게 늘어나고 있는 다운시프트족은 원하는 형태의 삶을 위해 고소득을 기꺼이 포기하는 것이 뚜렷한 공통점이다. 일부 다운시프트족은 아예 주거지를 도시 외곽이나 화려한 삶과는 거리가 먼 전원으로 옮기는 경우도 드물치 않다. 유럽의 일부 국가에서 부동산 가격이 오랫동안 상승 추세를 보여 멀리 갈수록 소박한 삶이라는 꿈을 실현하기가 쉽기 때문이다. 중산층 전문직이 많은 것도 특징 중의 하나인데 증권금융업이나 법조계, IT업계종사자들이 많다. 엄청나게 스트레스를 받는 이들이야말로 느리게 산다는 것의 의미를 피부로 느끼는 탓으로 보인다. 연령층은 30대와 40대가 많은데, 전세대와 달리 가족에 더 큰 가치를 두고 자기만족적 삶을 민감하게 받아들이는 세대인 때문으로 추측된다.

## 읽을 거리
1. Lynn Huggins-Cooper, Downshift to the Good Life: 52 Brilliant Ideas to Scale It Down and Live It Up, 2007, The Infinite Ideas Company Limited, 2ed, Oxford, United Kingdom, 2011년 6월 25일 확인

## 같이 보기
- 반소비주의
- 과시 소비
- 역성장
- 생태경제학
- 윤리적 소비주의
- 의도적 공동체
- 단순한 삶
- 퍼머컬처
- 일중독증
- 클라이브 해밀턴